# Tyrsting Herred

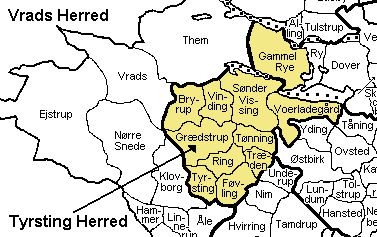
Tyrsting Herred

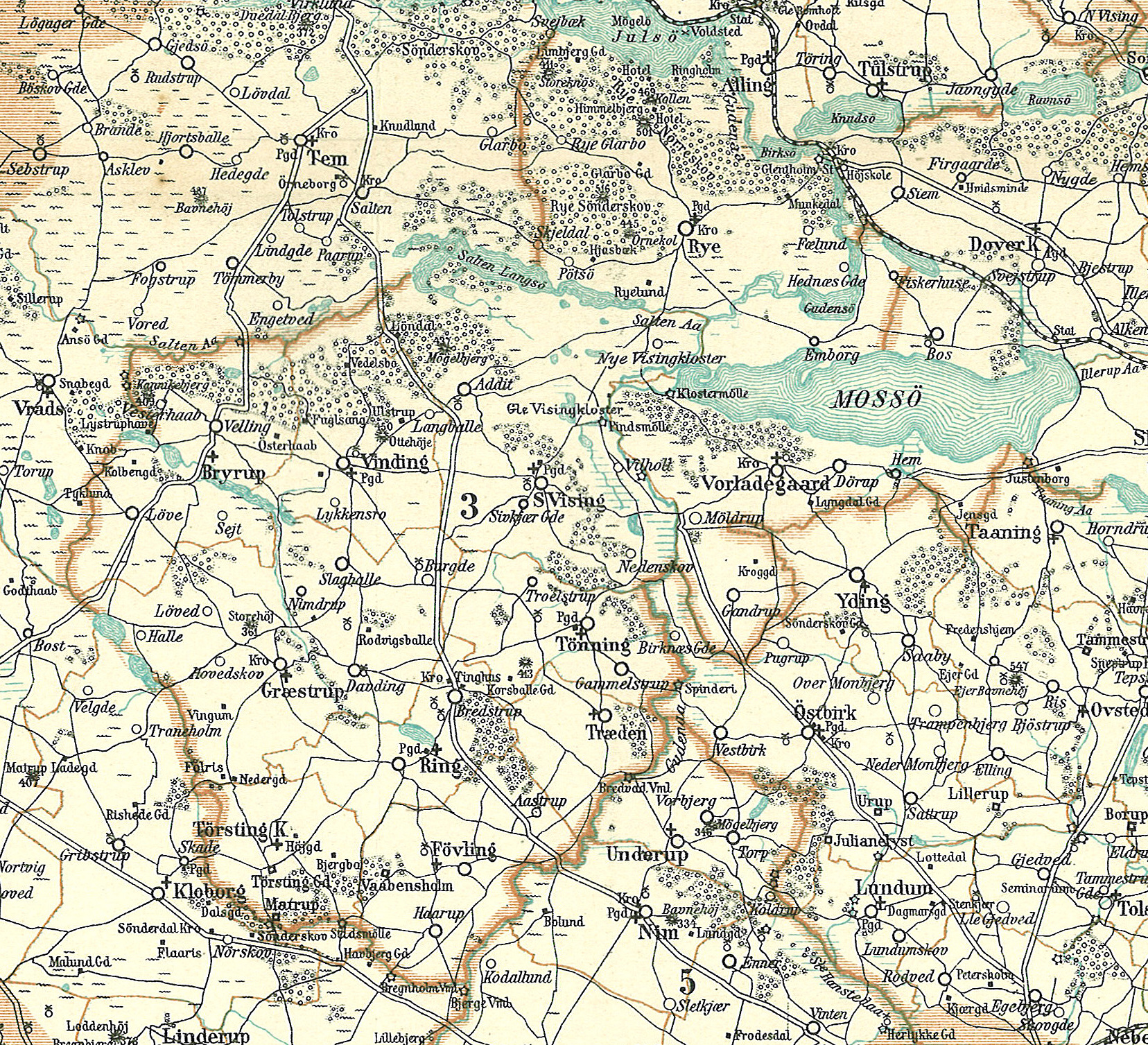
Tyrsting Herred rond 1900

Tyrsting Herred was een herred in het voormalige Skanderborg Amt in Denemarken. De herred wordt al genoemd in Kong Valdemars Jordebog als Thystinghæreth.
Tussen 1970 en 2007 was het gebied van Tyrsting verdeeld over vier gemeenten en twee provincies. Na de hervorming van 2007 was de oorspronkelijke herred deels opgegaan in de gemeente Horsens, de gemeente Skanderborg en de gemeente Silkeborg, alle drie deel van de  regio Midden-Jutland.

## Parochies
Tyrsting was verdeeld in 11 parochies. Alle parochies liggen in het bisdom Aarhus.
- Bryrup
- Vinding
- Føvling
- Gammel Rye
- Grædstrup
- Ring
- Sønder Vissing
- Træden
- Tyrsting
- Tønning
- Voerlegård